# Esther Solé i Martí
Esther Solé i Martí (Mollerussa, Pla d'Urgell, 17 de maig de 1984) és una historiadora de l'art catalana. Des de juliol de 2019 al 2020 ha estat la coordinadora de projectes de l'associació Amical Wikimedia.
Va cursar el seus estudis a la Universitat de Lleida, on es llicencià en Història de l'art, especialitzant-se en l'art dels segles XIX i XX. L'any 2015 es va doctorar a la Universitat de Lleida amb una tesi que oferia una lectura de l'art i la vida artística a les terres de Lleida entre 1875 i 1936, basada en la teoria dels camps de poder i els polisistemes: «L'art i la vida artística a les terres de Lleida, 1875-1936: lectura sistèmica d'una perifèria».
Entre els seus interessos destaca l'estudi de la realitat artística en diferents àmbits, la conservació del patrimoni i la difusió del coneixement amb l'ajuda de les noves tecnologies. Des del curs 2017/18 és professora associada del Departament d'Història de l'Art i Història Social de la Universitat de Lleida.
Ha treballat com a documentalista en diverses iniciatives i projectes relacionats amb la història de l'art i l'activitat artística, especialment d'època contemporània, entre els quals, la catalogació del llegat del pianista Ricard Viñes, que resultà en l'exposició "Descobrint Ricard Viñes (1875-1943). El pianista de les avantguardes", que es presentà a l'edifici de La Pedrera de la Fundació Caixa Catalunya (Barcelona) i al Museu d'Art Jaume Morera de Lleida el 2007 i, en col·laboració amb l'Archivo Manuel de Falla de Granada, a la Sala Gran Capitán d'aquesta ciutat el 2008. Dins el mateix projecte entorn la figura de Ricard Viñes, exercí com a assistent d'edició en la publicació d'una monografia amb el mateix títol. També ha participat en la revisió i l'ampliació del catàleg de béns d'interès històric, artístic i arquitectònic de la ciutat de Lleida (2007-2008). Entre els artistes als quals ha dedicat atenció preferent es compten el tipògraf i dissenyador gràfic Enric Crous-Vidal i el pintor Víctor Pérez Pallarés.
Ha estat la comissaria d'exposicions com «De l'esbós al mur. Víctor Pérez Pallarés, muralista», al Museu de Lleida Diocesà i Comarcal (Lleida, maig 2014 - març 2015), i «Forjant un sistema artístic. Tàrrega 1875-1965», al Museu Comarcal de l'Urgell (Tàrrega, desembre 2018 - març 2019).
Des de la seva doble experiència com a editora viquipedista activa i historiadora de l'art, ha treballat com a ajudant d'investigació del projecte "Modernisme: Accés Obert", dirigit per la Dra. Mireia Freixa i finançat per la convocatòria RecerCaixa 2014. Aquesta ha estat una col·laboració inèdita entre Amical Wikimedia i el Grup de Recerca en Història de l'Art i del Disseny Contemporanis (GRACMON) de la Universitat de Barcelona, amb l'objectiu de millorar la presència i la qualitat d'articles sobre el Modernisme català a la Viquipèdia.
Esther Solé ha estat la primera "viquipedista resident" del sud d'Europa, amb un projecte participatiu de difusió dels fons del Museu d'Art Jaume Morera de Lleida. També ha estat viquipedista resident a la Fundació Joan Miró (Barcelona).

## Publicacions
- Piñol i Romero, Xavier; Solé i Martí, Esther. Cent anys de La Salle a Mollerussa: un segle d'educació al servei de les persones (1905-2005).  Lleida: Pagès editors, 2006. ISBN 8497793749.
- Solé i Martí, Esther. Enric Crous-Vidal: enfant terrible, 1908-1987.  Lleida: Edicions de la Clamor, 2008.
- Solé i Martí, Esther «Enric Crous-Vidal, Lleida-París». Arts. Revista del Cercle de Belles Arts de Lleida, 30-31, 2009, pàg. 51-53. ISSN: 1576-8368.
- Solé i Martí, Esther «Ramon Monfà, cineasta». Mascançà. Revista dʼEstudis del Pla dʼUrgell, 2010, pàg. 135-148. ISSN: 014-4814.
- Solé i Martí, Esther «Cent anys d'una exposició». Arts. Revista del Cercle de Belles Arts de Lleida, 36, 2012, pàg. 37-42. ISSN: 1576-8368.
- Solé i Martí, Esther. «L'exposició de 1912 o un punt d'inflexió en la història de l'art lleidatà». A: Lleida 1912. Memòria d'una exposició d'art.  Lleida: Ajuntament de Lleida, Museu d'Art Jaume Morera, 2012, p. 11-38.
- Solé i Martí, Esther. «Els pensionats artístics i la comissió de monuments de la Diputació de Lleida, 1875- 1936». A: CEHA, XVII Congrés Nacional d'Història de l'Art = CEHA, XVII Congreso Nacional de Historia del Arte: Art i memòria: Barcelona, 22-26 de setembre 2008. Actas.  [Barcelona]: Publicacions i Edicions de la Universitat de Barcelona, 2012, p. 1917-1931. ISBN 978-84-15275-13-8.
- Solé i Martí, Esther. «Mecanismos y escenarios de creación y difusión artística en la periferia: grupos de artistas y espacios expositivos en Lleida, 1875-1936». A: María Dolores Barral Rivadulla, Enrique Fernández Castiñeiras, Begoña Fernández Rodríguez i Juan M. Monterroso Montero (eds.). Mirando a Clío: El arte español espejo de su historia. Actas del VI Congreso Español del C.E.H.A, Santiago de Compostela, 20-24 de septiembre de 2010.  Santiago de Compostela: Universidade de Santiago de Compostela, Servizo de Publicacións e Intercambio Científico, 2012, p. 862-873.
- Solé i Martí, Esther. «L'avantguarda gràfica i el radi d'influència de Barcelona: Enric Crous-Vidal (Lleida, 1908 - Noyon, 1987)». A: La formació del Sistema Disseny Barcelona (1914-2014), un camí de modernitat. Assaigs d'història local.  Barcelona: Publicacions i Edicions de la Universitat de Barcelona, 2014, p. 187-203. ISBN 978-84-4753-780-8.
- Pallarés, Víctor; Vilà i Tornos, Frederic; Solé i Martí, Esther. De l'esbós al mur : Víctor Pérez Pallarés, muralista : Museu de Lleida, diocesà i comarcal, del 28 de novembre de 2014 al 22 de març de 2015.  Lleida: Museu de Lleida: diocesà i comarcal; Edicions de la Universitat de Lleida, 2014. ISBN 9788494021213.
- Solé i Martí, Esther. L'Art i la vida artística a les terres de Lleida, 1875-1936 : lectura sistèmica d'una perifèria (Tesi doctoral).  Lleida: Universitat de Lleida, 2015.[3]
- Solé i Martí, Esther; Navarro, Jesús. El Museu d'Art Jaume Morera. 100 esdeveniments que han marcat la seva història.  Lleida: Pagès Editors, 2017. ISBN 978-84-9975-863-3.
- Solé i Martí. «La formación artística en la ciudad de Lleida, 1875-1936- Lectura sistémica de un entorno periférico». A: Begoña Alonso Ruiz, Javier Gómez Martínez, Julio Juan Polo Sánchez, Luis Sazatornil Ruiz i Fernando Villaseñor Sebastián (eds.). La formación artística: creadores-historiadores-espectadores. Vol. 1.  Santander: Editorial Universidad de Cantabria, 2018, p. 553-570. DOI 10.22429/Euc2018.062. ISBN 978-84-8102-854-6.
- Solé i Martí, Esther «L'art i la vida artística a Tàrrega entre 1875 i 1965: una lectura sistèmica». Urtx: revista cultural de l'Urgell, 33, 2019, pàg. 143-174. ISSN: 1130-0574.